# Battaglia di Corrichie

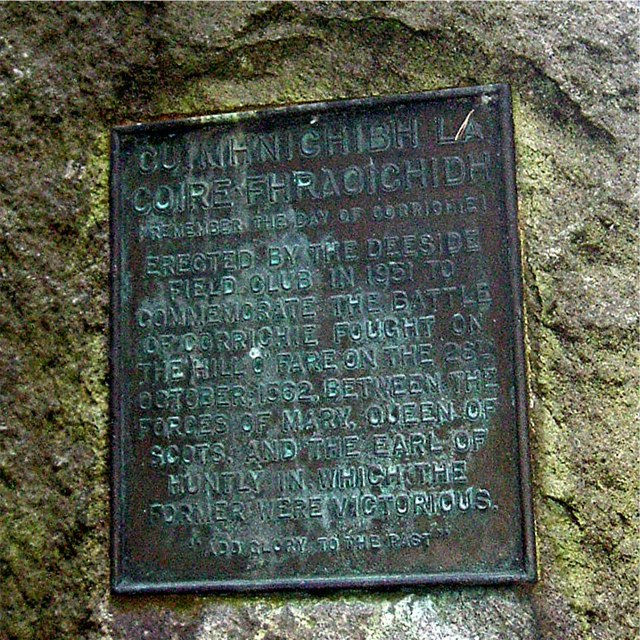
Particolare della targa commemorativa presente sul monumento alla battaglia di Corrichie presso Black Moss e Red Moss

La battaglia di Corrichie (nota anche come battaglia di Corrichy) fu una battaglia combattuta nei pressi di Meikle Tap, nei pressi di Aberdeen, in Scozia, il 28 ottobre 1562. Venne combattuta tra le forze di George Gordon, IV conte di Huntly, comandante del Clan Gordon, contro le forze di Maria Stuarda, comandate da James Stewart, I conte di Moray.
Huntly aveva già sconfitto gli inglesi vent'anni prima nella battaglia di Haddon Rig, ma a Corrichie venne sconfitto dalle forze di Maria di Scozia, morendo poi di apoplessia dopo la sua cattura. La regina Maria si era portata personalmente nella Scozia settentrionale per far valere i propri diritti sullo strapotere esercitato in loco dal clan Gordon. A Corrichie, la tattica della carica alla spada utilizzata dagli uomini del clan Gordon si dimostrò disastrosa di fronte alla squadra di picchieri di Moray.

## Antefatto
George Buchanan descrisse questi eventi nel suo History of Scotland del 1562. Il conte di Huntly aveva perso le contee di Moray e Mar, che egli considerava sue di possesso, e si era inimicato il nuovo conte di Moray, fratellastro della regina Maria di Scozia. Maria e il conte di Moray giunsero ad Aberdeen a metà agosto del 1562 ed incontrarono il conte e la contessa di Huntly. Maria, pacatamente, chiese che il figlio della coppia, John Gordon, venisse incarcerato al castello di Stirling. Il diplomatico inglese Thomas Randolph scrisse che Maria si portò a quattro miglia poi dal castello di Huntly, ma non vi entrò mai.
Maria con la sua corte si portarono dunque al castello di Inverness, ma il capitano al servizio dei Gordon si rifiutò di farla entrare. Fu in quel momento che il Clan Chattan disertò gli Huntly e si unì alle forze regie e, come ricordò Buchanan, lo stesso fecero altri "antichi scoti" come i clan Fraser e Munro. Queste forze insieme assediarono e conquistarono facilmente il castello di Inverness il 9 settembre, e la guarnigione dei Gordon venne in gran parte dispersa dopo l'esecuzione del suo capitano. Maria e la sua corte tornarono quindi ad Aberdeen. Huntly cercò a questo punto di giocare d'astuzia ricevendo informazioni segrete sulle reali intenzioni della regina attraverso suo cugino, John Gordon, XI conte di Sutherland, ma la corrispondenza di quest'ultimo venne scoperta e i due vennero costretti a fuggire. Huntly si era nel frattempo spostato più vicino ad Aberdeen, a Corrichie.
Il diplomatico inglese Thomas Randolph, che accompagnò la regina Maria ad Aberdeen, descrisse la battaglia in una serie di lettere inviate a William Cecil. Proprio dalle descrizioni di Randolph riusciamo oggi ad avere un quadro ancora più dettagliato dello scontro: al castello di Huntly si trovava un cannone portato sin li su ordine del conte di Arran che, ovviamente, sosteneva la causa contro la regina. Maria ne chiese la restituzione senza successo. John Knox fa menzione anche del fatto che Maria inviò il capitano Stewart con 60 uomini ad assediare il castello di Findlater, ma questi vennero sorpresi nella notte a Cullen dal figlio del conte di Huntly, John Gordon, e subirono notevoli perdite.

## La battaglia di Corrichie
Secondo Thomas Randolph, Huntly marciò verso Aberdeen con 700 uomini con l'intento, si disse, di catturare la regina in persona. Duecento uomini guidati dai conti di Moray, Atholl e Morton accerchiarono il suo accampamento il 28 ottobre 1562. I Gordon, ora con 500 unità, si erano accampati sulla cima di una collina così che la cavalleria non potesse raggiungerli agevolmente, ma quando i loro archibugi si impantanarono nelle paludi locali, si trovarono in realtà messi all'angolo. L'esercito della regina attaccò creando il panico tra le forze nemiche che dovettero essere esortate personalmente dal conte di Moray per proseguire la lotta armata. Circa 120 sostenitori dei Gordon rimasero uccisi ed altri 100 vennero catturati. Randolph scrisse che nessuno dei soldati della regina di Scozia ebbe a morire, ma molti furono i feriti e i cavalli che rimasero sul campo. Il conte di Huntly venne fatto salire su un cavallo e potato in prigionia ad Aberdeen, ma prima di lasciare il campo di battaglia morì improvvisamente.
George Buchanan riportò che il conte di Huntly stava attendendo l'esercito del conte di Moray in "un luogo circondato da paludi" e "fortificato dalla natura." Il conte di Moray riuscì a prendere possesso di una piccola collina per osservare meglio gli scontri. Buchanan a tal proposito scrisse che lo scontro si dimostrò singolare perché di fronte alle picche spianate degli uomini del conte di Moray, gli uomini del conte di Huntly continuarono a combattere a spade sguainate come i clan scozzesi avevano sempre fatto, perdendo quindi molti uomini nello scontro.
John Knox nella sua History of the Reformation diede ulteriori dettagli sul fatto. Il conte di Huntly si era alzato tardi la mattina dello scontro e questo certo non aiutò il morale generale dei suoi uomini.

## Conseguenze

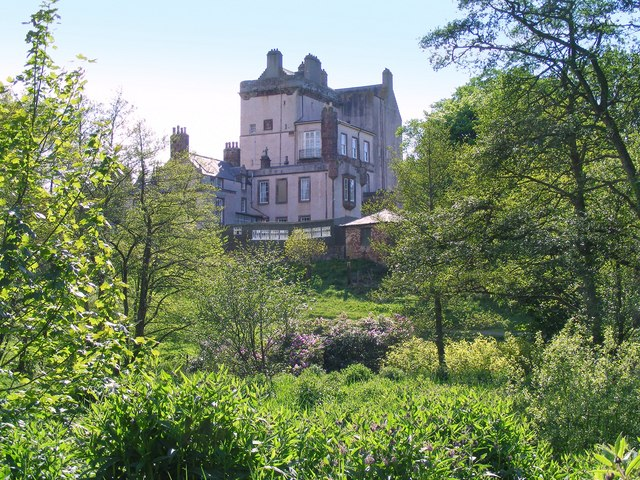
Il castello di Delgatie, dove Maria Stuarda soggiornò dopo la battaglia di Corrichie

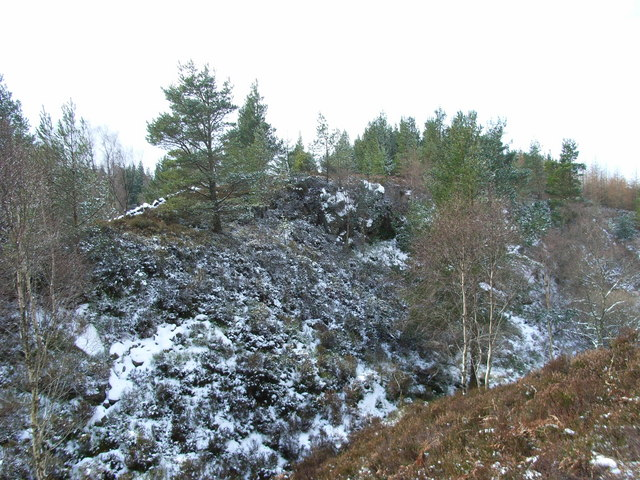
La "poltrona della regina", da dove secondo un'erronea tradizione, la regina Maria ebbe modo di osservare il campo di battaglia di Corrichie.

Dopo la battaglia, il primogenito del conte di Huntly, sir John Gordon, venne portato prigioniero ad Aberdeen e giustiziato tre giorni dopo. Suo fratello minore, Adam Gordon di Auchindoun, venne anch'egli catturato dopo la battaglia di Corrichie, ma risparmiato. Il cugino del conte di Huntly, John Gordon, XI conte di Sutherland, dovette portarsi a Lovanio nelle Fiandre per sfuggire ai suoi nemici. Alla seduta del parlamento scozzese del 28 maggio 1563, alla presenza della regina Maria, del conte di Huntly, del conte di Sutherland e di altri undici tra conti e baroni (come annotò John Knox) il cognome Gordon venne ufficialmente cancellato. Nel 1565 la regina Maria restaurò i conti di Huntly, Sutherland e altri col loro legittimo cognome.
Il conte di Sutherland venne invitato quindi a fare ritorno in Scozia, ma questi si rifiutò. Il conte di Bedford, governatore di Berwick on Tweed, inviò un corsaro di nome Wilson (che disponeva di lettere di corsa svedesi) ad intercettare la sua nave ed il conte venne imprigionato a Berwick. Sutherland era infatti considerato ormai un pericolo per la politica inglese in Scozia, ma per ordine di Maria venne rilasciato dal momento che si trovava malato e febbricitante. Il conte di Bedford scrisse ad Elisabetta I d'Inghilterra per conto del prigioniero. Venne rilasciato quindi nel febbraio del 1566 avendo ottenuto l'assicurazione di essersi riconciliato col conte di Moray. Al suo ritorno sposò Marion Seton, figlia di lord Seton. Entrambi finirono avvelenati al castello di Helmsdale per mano di Isobel Sinclair, e morirono poi al castello di Dunrobin il 23 giugno 1567.